# Boy Destroy
Leo Skyvell, född 23 oktober 1994, verksam under artistnamnet Boy Destroy, är en svensk indiepopartist och låtskrivare från Göteborg.
Efter att ha utgivit ett antal singlar släpptes EP-skivan Warpaint EP den 15 april 2021. Släppet av EP:n uppmärksammades i Sverige av bland annat PSL där en intervju gjordes av Linn Koch-Emmery till programmet. Jack Saunders valde låten "You Don't Want Me When I'm Sober" som "Tune of the week" i sitt radioprogram "The Future Artist Show" på BBC Radio 1 i Storbritannien.
Låten "You Don't Want Me When I'm Sober" lades till i rotation på Sveriges Radio P3.

## Karriär
Under sommaren 2020 släppte Boy Destroy ett antal videor på Youtube som tillsammans bildade den inofficiella visuella mixtape som blev startskottet för Boy Destroy. I videorna hördes delar av låtarna som sedan skulle bli Warpaint EP.
30 september 2020 släpptes singeln "Warpaint".

## Diskografi
EP
- Warpaint EP (Loyalty Obsession, Dew Process) 2021

Singlar
- "Lights Out" (Loyalty Obsession, Dew Process) 2021
- "Favourite" (Loyalty Obsession, Dew Process) 2021
- "Beautiful Crimes" (Loyalty Obsession, Dew Process) 2021
- "As Time Goes By" (Loyalty Obsession, Dew Process) 2020
- "You Don't Want Me When I'm Sober" (Loyalty Obsession, Dew Process) 2020
- "Warpaint" (Loyalty Obsession, Dew Process) 2020